# John Mayer
 Der er for få eller ingen kildehenvisninger i denne artikel, hvilket er et problem. Du kan hjælpe ved at angive troværdige kilder til de påstande, som fremføres i artiklen.

John Clayton Mayer (født 16. oktober 1977) er en amerikansk musiker og producer. Han blev født i Bridgeport, Connecticut og voksede op i Fairfield. Han gik en overgang på Berklee College of Music i Boston, men droppede ud og flyttede til Atlanta i 1997. Nu bor han i Montana.
Hans første to studiealbummer Room for Squares (2001) og Heavier Things (2003) havde stor succes og opnåede multi-platinum-status. I 2003 tildeltes han ved Grammy-uddelingen prisen Best Male Pop Vocal Performance for "Your Body Is A Wonderland''.
I 2006 udgav han albummet Continuum og blev nomineret til adskillige priser ved årets Grammy-uddeling - heriblandt priserne for årets album, bedste mandlige popvokal (optræden og album), bedste solorockoptræden samt bedste rockalbum. I alt har han gennem tiderne været nomineret til 19 Grammyer og har vundet syv. Han har optrådt sammen med adskillelige kunstnere fra forskellige stilarter som Kanye West, Herbie Hancock, Alicia Keys, B.B. King, Eric Clapton, Doyle Bramhall II, Keith Urban, Katy Perry og Taylor Swift med flere.
Fra omkring 2011 til 2013 var han ramt af en hals-sygdom ved navn granuloma, som gjorde, at han ikke var i stand til at synge. I januar 2013 optrådte han for første gang efter sygdommen, men hans stemme var meget begrænset, og han kunne ikke synge i lang tid efter, fordi han skulle passe på sin stemme. Med tiden er det blevet bedre, og han er sidenhen 'kommet tilbage med fornyet energi'. Efter har han været ude og sige, at han på grund af sit forløb har fået større respekt for stemmen som instrument, hvor han før ikke så den som et.

## Where The Light Is
Den 8. december 2007 spillede Mayer et stort show i Nokia Theatre i Los Angeles. Her var det Mayers hensigt at vise tre sider af sig selv med tre forskellige koncerter samlet i én koncert.
I første sektion spillede Mayer alene, dog til tider med akkompagnement fra guitaristerne David Ryan Harris og Robbie McIntosh. Mayer fortalte i et interview, at han valgte at starte ud med den akustiske optræden, fordi det mindede ham om sit første møde med guitaren. Dernæst spillede John Mayer et sæt med sin trio, bestående af trommeslager Steve Jordan og bassist Pino Palladino. Her spillede Mayer en del covernumre, blandt andet de to Jimi Hendrix-klassikere "Wait Untill Tomorow", og "Bold As Love". Mayer sluttede koncerten af med en længere optræden med hele sit band.
Koncerten blev filmet og optaget, og er udgivet som en 123 minutter lang koncert dvd samt et livealbum. Koncerten var en del af Mayers turné med albummet Continuum fra 2006.

## Diskografi

### Studiealbummer
- Room for Squares (2001)
- Heavier Things (2003)
- Continuum (2006)
- Battle Studies (2009)
- Born and Raised (2012)
- Paradise Valley (2013)
- The Search for Everything (2017)
- Sob Rock (2021)

### Livealbummer
- Any Given Thursday (2003, dvd/cd)
- As/Is (2004)
- Try! (John Mayer Trio, 2006)
- Where The Light Is: John Mayer Live in Los Angeles (2007, dvd/cd)

### Ep'er
- Inside Wants Out (1999, indieudgivelse)
- The Village Sessions (2006)
- In His Own (2008)

### Singler
Albummet Room for Squares
- "No Such Thing" (2002)
- "Your Body Is A Wonderland" (2002)
- "Why Georgia" (2003)

Albummet Heavier Things
- "Bigger Than My Body" (2003)
- "Clarity" (2004)
- "Daughters" (2004)

Albummet Try!
- "Who Did You Think I Was" (2005)

Albummet Continuum
- "Waiting On the World to Change" (2006)
- "Gravity" (2007)

Albummet Battle Studies
- "Who says" (2009)
- "Heartbreak Warfare" (2009)

Albummet Born & Raised
- "Shadow Days" (2012)
- "Queen of California" (2012)

Albummet Paradise Valley
- "Paper Doll" (2013)

- "Wildfire" (2013)

- "Who You Love" (2013)

 "XO" (2014) 
Albummet "The Search for Everything" (wave one)
- "Love On the Weekend''

"New Light" (2018)
" I Guess I Just Feel Like" (2019)
"Carry Me Away" (2019)